# Termes Orion
Termas Orion és un balneari catalogat com a monument al municipi de Santa Coloma de Farners (Selva) i inclòs en l'Inventari del Patrimoni Arquitectònic de Catalunya. En els establiments balnearis l'entorn immediat té molta rellevància i, en aquest cas, el balneari disposa d'un gran parc que enllaça amb el de Sant Salvador formant un conjunt natural ordenat molt equilibrat. L'arribada pel pont que creua la riera de Santa Coloma ens porta a una avinguda de plàtans, la font de la deu i, tot seguit, l'edifici imponent blanc apareix majestuós al peu de la muntanya i els boscos.
L'edifici s'estén al llarg formant una gran façana per aprofitar al màxim l'espectacle del paisatge. L'edificació actual ens mostra una construcció allargada de tres plantes amb un cos central de quatre, rematat per un frontó amb un finestral circular decorat amb una garlanda. Els dos laterals també estan rematats per frontons més senzills i menys apuntats. El més característic, però, és l'àmplia porxada de la façana amb pilastres, parelles de columnes jòniques de fust llis i balustrada amb el cos central sobresortint que fa d'abaixador de cotxes. Al costat esquerre hi ha un cos afegit que s'avança que segueix l'estil i s'integra amb la balustrada recorrent tota la terrassa de sobre el porxo. A l'interior es manté el vestíbul central amb les grans columnes jòniques que distribueixen l'espai cap a l'escala amb claraboia de vitralls i l'ascensor i vers les dues ales laterals. Al costat dret, en el lloc on hi havia el teatre, avui hi ha la sala de lectura, però es manté en el mur la boca de l'escenari emmarcada per motllures. La part del darrere de l'edifici està reservada als espais de servei i a la zona de banys. Als pisos superiors trobem les habitacions.

## Història
La referència documental més antiga sobre les aigües i les seves propietats és la descripció que en fa el 1849 el metge Salvador Cabra. L'any 1860 Antoni Comas, propietari del mas Molins on es troba la deu termal, fa construir un edifici al mestre d'obres Pere Borrell, amb quatre piles o banyeres que s'ampliarà amb una nova planta el 1897. El 1871 la Junta Provincial de Sanitat de Girona declara les aigües d'utilitat pública i Joaquim Jordà, metge, fa una memòria sobre les aigües que dona molta publicitat al lloc. El 1875 es fa una nova ampliació per a dormitoris, sala i galeria d'arcs de mig punt a la façana principal. L'any 1885 Joan Comas ven l'edifici dels banys i la finca a Josep Roig Pladevall el qual obté una nova declaració d'utilitat pública de les aigües atorgada des de Madrid (1889) i crea la societat Termas de Santa Coloma de Farnés.
A finals del segle xix sabem de l'existència d'una capella i s'agrega un nou cos lateral. El 1896 es constitueix una nova societat: Baños Termales de Santa Coloma de Farnés. El 1898 l'Ajuntament es compromet a fer un camí arbrat per comunicar l'establiment amb Santa Coloma. Es nomena gerent a Joan Martí i Trias (1901) que compra el negoci dotze anys més tard i li canvia el nom pel de Balneari Martí. Projecta una ampliació de 50 llits, un passeig de 24 m que enllaci amb el pont sobre la riera (1921) i una urbanització d'estiueig a la mateixa finca.
Finalment es ven el negoci al matrimoni Manuel Burch Solanich i Mercè Barraquer i Garrigosa que li donen el nom actual de Termas Orion. L'any 1925 es contracta com a metge director el Dr. Felipe Cardenal del Cos de Metges d'Aigües Minerals. S'encarrega un nou projecte (1922) pel balneari a l'arquitecte J.B. Serra seguint el model dels balnearis centreeuropeus d'estil classicista noucentista (balneari de Karlsbaad). Només es porta a terme una part: l'ordenació del parc en l'avinguda central enjardinada, la porxada de la façana, el vestíbul, el teatre, el nou menjador i una nova galeria de banys al cos esquerre. En aquests anys d'esplendor també es crea un club de tennis, se celebren els Jocs Florals (1922) i el Congrés Internacional d'Esperanto (1926). S'instal·la el primer ascensor de les comarques gironines (1926). L'any 1932 la construcció compta amb planta baixa i dos pisos (1.310 m), un cos afegit de dos pisos (160 m), capella i edifici de l'embotelladora (405 m).
Durant la Guerra Civil l'ajuntament se'n fa càrrec i el converteix en el Balneari Clínica Militar núm. 5. El 1939 es torna a posar en funcionament i als anys 60 comença la gran davallada que afecta a tot el termalisme de Catalunya. El 1978 la família Campeny compra l'establiment i li dona un nou impuls. El 1980 es crea l'Associació Balneària de Catalunya amb la voluntat de revitalitzar el sector. En aquests últims anys s'han fet importants obres de restauració i condicionament a les noves necessitats respectant l'edifici original.